# Evans (Georgia)
Evans ist  ein census-designated place (CDP) im Columbia County im US-Bundesstaat Georgia mit 34.536 Einwohnern (Stand: Volkszählung 2020). Der Ort gehört zur Metropolregion Augusta. 

## Überblick
Evans, das möglicherweise nach dem konföderierten General Clement A. Evans benannt wurde, ist de facto die Kreisstadt von Columbia County, obwohl Appling de jure immer noch die Bezeichnung innehat. Das Columbia County Government Center, der Government Complex Addition und der Columbia County Courthouse Annex befinden sich alle in Evans. Im Jahr 2020 wurde Evans, Georgia vom Money Magazine zum lebenswertesten Ort des Landes gewählt.

## Demographische Daten
Laut der Volkszählung von 2020 leben hier 34.536 Einwohner. 72,3 % der Bevölkerung bezeichneten sich als Weiße, 11,8 % als Afroamerikaner, 0,3 % als Indianer und 6,5 % als Asian Americans. 1,6 % gaben die Angehörigkeit zu einer anderen Ethnie und 7,4 % zu mehreren Ethnien an. 5,5 % der Bevölkerung bestand aus Hispanics oder Latinos.